# Karel Poláček

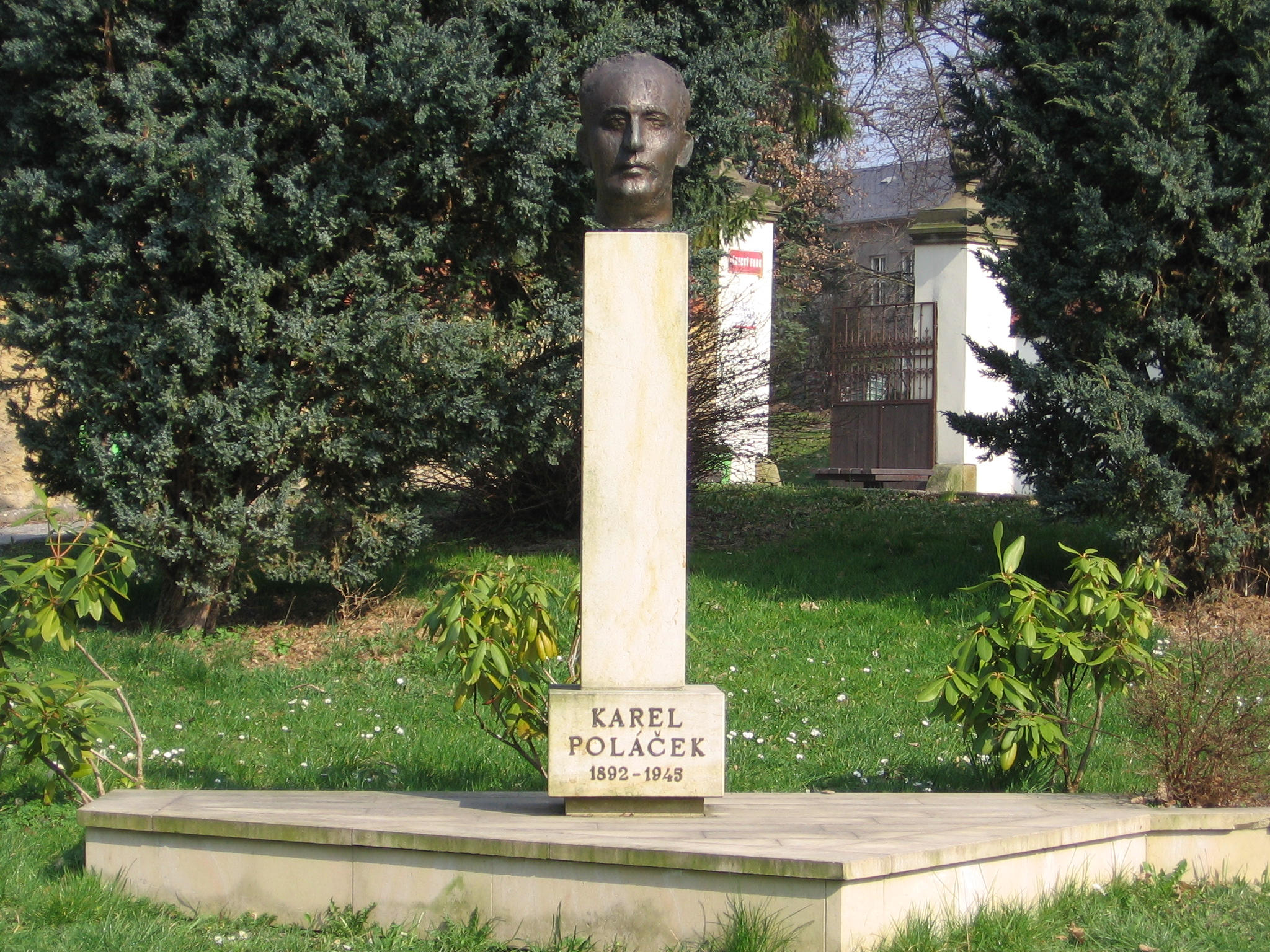
Busta Karla Poláčka v Rychnově nad Kněžnou

Karel Poláček (22. března 1892 Rychnov nad Kněžnou – 21. ledna 1945 Gliwice) byl český spisovatel, humorista, novinář a filmový scenárista s židovskými kořeny.

## Život
Narodil se v Rychnově nad Kněžnou, jeho otec Jindřich (Heinrich) Poláček byl židovský obchodník, matka Žofie (Sophia), ovdovělá Fuchsová, byla rozená Kohnová. Karel Poláček měl čtyři bratry – Arnošta, Kamila, Ludvíka a Zdeňka, a dva nevlastní sourozence Bertu a Milana z otcova druhého manželství s Emílií Posilesovou.
Poláček studoval vyšší gymnázium v Rychnově nad Kněžnou, byl však vyhozen pro „vzdorovité chování“ a špatný prospěch. Nakonec gymnázium dokončil maturitní zkouškou v Truhlářské ulici v Praze roku 1912. Poté začal studovat na právnické fakultě Karlovy univerzity. Zároveň v Rychnově organizoval studentské loutkové divadlo, pro něž psal a překládal hry, hrál v něm a také je řídil. V Praze se Poláček při studiu pokoušel též o zaměstnání, podle svých slov však „neměl štěstí na trvalá místa“.
Na začátku první světové války Poláček narukoval do armády a absolvoval důstojnickou školu, nedosáhl ovšem nikdy výše než na hodnost četaře. O svých zkušenostech později napsal: „Za čtyřletého vojákování jsem ‚Švejka‘ vůbec nepotkal. Vojáci neměli rádi Rakouska ani války, ale dřeli do úpadu těla.“. Prošel ruskou a italskou frontou, koncem války utekl do srbského zajetí.
Po návratu do ČSR nastoupil jako úředník ve vývozní a dovozní komisi (pozdějším Úřadě pro zahraniční obchod). Tehdy vystoupil z židovské obce. Zkušenosti z této práce zužitkoval v povídce Kolotoč, která se stala začátkem jeho spisovatelské dráhy. Od roku 1920 začal psát do satirických časopisů Štika venkova a Nebojsa. Zde se seznámil s bratry Karlem a Josefem Čapkovými. Stal se také členem kruhu pátečníků. Od roku 1922 soustavně spolupracoval s Lidovými novinami jako sloupkař a fejetonista a také soudní zpravodaj. V druhé polovině 20. let působil jako redaktor Tvorby, od roku 1928 pracoval v listech vydavatelství Melantrich, především v Českém slově jako sloupkař a soudničkář. V letech 1927–1930 redigoval humoristický časopis Dobrý den. V roce 1933 znovu nastoupil do Lidových novin; v roce 1939 byl kvůli zavádění rasových zákonů propuštěn. Do Lidových novin psal zejména sloupky a soudničky. Karel Poláček byl příznivcem fotbalového klubu FK Viktoria Žižkov.
3. srpna 1920 se Poláček oženil s Adélou Herrmannovou (1895–1943). Podle vzpomínek dcery Jiřiny (1921–2001) manželství nebylo šťastné. 16. listopadu 1939 bylo manželství Poláčka a Herrmannové rozvedeno „od stolu a lože“.
Německá okupace a rasová perzekuce Poláčkovi znemožnily pracovat v novinách; živil se jako knihovník v Židovské náboženské obci. Dceru Jiřinu stačil (především díky aktivitě své družky, právničky Dory Vaňákové) ještě poslat do bezpečí do Anglie. Dne 5. července 1943 byli Karel Poláček i Dora Vaňáková deportováni do terezínského ghetta, 19. října 1944 pak nastoupili do transportu do koncentračního tábora Osvětim.
Původně se předpokládalo, že Poláček zemřel v Osvětimi v plynové komoře. Až v 90. letech se podařilo najít důležitého svědka, účastnici pochodu smrti, Kláru Baumöhlovou z východního Slovenska, která potvrdila, že Poláček přežil transport z Osvětimi do tábora Hindenburg, kde napsal krátkou divadelní hru, v níž svědkyně také hrála, a že se potom účastnil pochodu z Hindenburgu do tábora Gleiwitz. 19. ledna jej paní Baumöhlová viděla naposled. Není známo, zda Poláček zahynul na pochodu, při vstupní selekci nebo ještě později. Údaj 21. ledna 1945 odpovídá datu selekce v koncentračním táboře Gleiwitz. Vzpomíná ho též ve svém díle „A přiveď zpět naše roztroušené“ z roku 1946 jeho kamarád, předválečný kolega a spoluvězeň František R. Kraus, který byl pravděpodobně jedním z posledních, kdo Poláčka viděl naživu.

## Dílo

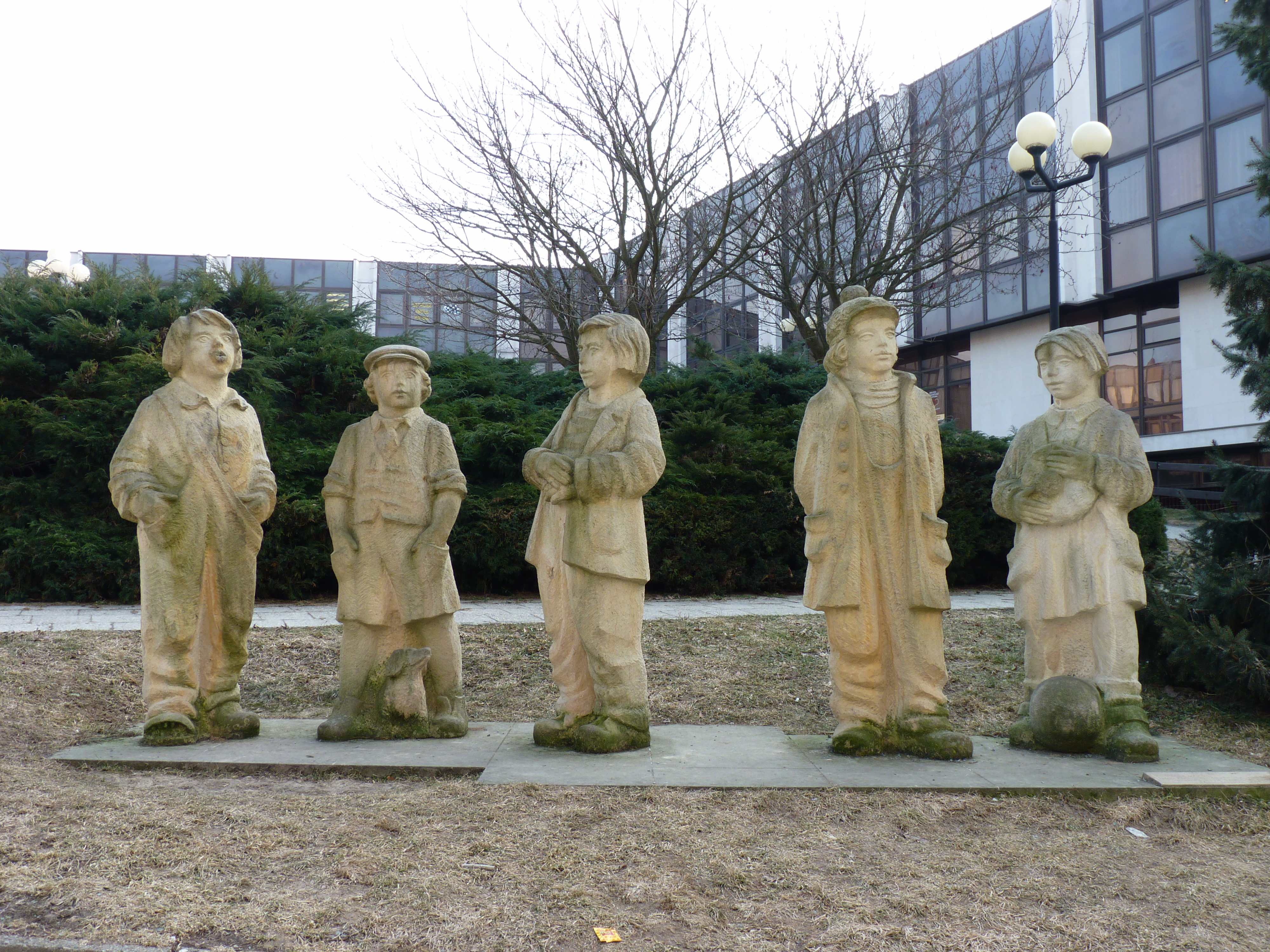
Bylo nás pět, sousoší v Rychnově nad Kněžnou

Poláček patří k nejvýznamnějším česky píšícím humoristům. Ve svých románech zobrazuje především směšnost i tragiku života „malého člověka“. Některá z děl (Mariáš a jiné živnosti (1924), Hedvika a Ludvík, Hráči) lze charakterizovat jako specifický „román živnosti“: všechny vystupující postavy jsou výrazně utvářeny svým povoláním nebo zálibou.
Poláčkův styl je většinou lakonický, bezozdobný, antiromantický, i když se i u něj najde přesně odměřený patos (např. Vyprodáno). Často využívá s komickým efektem přívlastek stálý (epiteton constans). Pro důsledný odpor k žurnalistické a politické frázi, posmutnělý humor a niterný realismus byl srovnáván s A. P. Čechovem.
Přijetí dobovou kritikou bylo smíšené. Například F. X. Šalda neuznal literární kvality Poláčkovy tvorby. Jazykové prostředky (opakování a sdílení frází), jež Poláček užívá k vystižení omezeného životního a duševního obzoru svých hrdinů, odsuzuje Šalda jako chudobu stylu. A Hlavní přelíčení byla podle Šaldy práce „věcná, suchá, střízlivá až do nudy“. Podobně odsoudil i Okresní město.
Sebrané spisy Karla Poláčka vyšly v 90. letech v Nakladatelství Franze Kafky.

### Povídky a fejetony
První Poláčkova sbírka nese název Povídky pana Kočkodana (1922). V knize Mariáš a jiné živnosti (1924) podává Poláček „komiku živností“. Povídky Na prahu neznáma a Kouzelná šunka (F. Borový 1925) lze zařadit do satirické sci-fi. K dalším sbírkám krátkých próz patří Povídky izraelského vyznání (1926), Život ve filmu (1927), O humoru v životě a v umění (1928), Metempsychóza čili stěhování duší (1936), Lidé před soudem (1938), Doktor Munory a jiní lidé (1939). Poláček také sestavil sbírku židovského humoru Židovské anekdoty (1933).
V povídce, nazvané „Poslední svého rodu“ s podtitulem Úryvek z románu (Metempsychóza čili stěhování duší), ostře kritizoval novou šlechtu, jež se utvořila v Československé republice po pozemkové reformě. Pod maskou šlechtice Oktáva Vraného ztvárnil známého senátora za republikánskou stranu a hlavního redaktora agrárnického časopisu Venkov Josefa Vraného, který za pozemkové reformy získal machinacemi a obcházením zákona velkostatek Horní Libchavu. Jeho partnerem je v povídce postava Armand, rytíř z Dubických, představující politického spolupracovníka Vraného Jana Dubického, zemědělského inspektora, poslance za agrární stranu. J. Dubický, člen předsednictva Národní jednoty severočeské, velmi často za Vraným na Českolipsko dojížděl a řečnil zde pro české menšinové spolky. V povídce si obě postavy v dialogu (v herně Šlechtického klubu) stěžují na představu, že by mohli o své majetky přijít.
Žurnalistický slovník s předmluvou Karla Čapka vyšel v roce 1934. V této parodii na výkladový slovník Poláček zesměšňuje soudobou novinářskou frázi.

### Humoristické a satirické knihy
Lehká dívka a reportér (1926) je prvním větším dílem Karla Poláčka. Zachycuje novinářské prostředí s postavou redaktora Hirsche. Muži v offsidu (1931) byl první Poláčkův román, který zaznamenal výrazný čtenářský úspěch. Děj se odehrává v prostředí fanoušků fotbalových klubů FK Viktoria Žižkov a SK Slavia Praha. V knížce Hedvika a Ludvík (1931) humor plyne z převrácení stereotypu pečujících rodičů a neodpovědných dětí (podobně i v knize Vše pro firmu).
Kniha Hráči (1931) popisuje a charakterizuje hráče mariáše. Edudant a Francimor (1933) je povídka pro děti s někdy absurdním humorem. Hostinec U Kamenného stolu (1941) je humoristický román, jehož vydání bylo „pokryto“ jménem malíře Vlastimila Rady.
V románu Dům na předměstí (1928) si policejní strážník zakoupí dům a terorizuje své nájemníky. Michelup a motocykl (1935) je opět satirou na vlastnický pud. Oba romány končí konvenčním happy endem.

### Společenský román
Hlavní přelíčení (1932) je první vážný Poláčkův román. Byl inspirován případem loupežné vraždy, která se udála v červenci 1928 v Hostivaři a o jejímž soudním projednávání Poláček referoval. Tragikomický příběh malého člověka, slabocha a naivního snílka, který se v touze po majetku dopustí nejprve podvodu a pak i zabíjí, bývá někdy označován za předstupeň Okresního města.
Poláček chtěl napsat román ze života českého maloměsta („...český politický život tkví svými kořeny v rakouské minulosti...“). Vydány byly čtyři díly. Okresní město (1936) se odehrává v malém českém městě těsně před první světovou válkou. V díle Hrdinové táhnou do boje (1936) propuká válka, lidé „s konzervami a vojenskou výzbrojí vyfasovali i vůli erární“. Podzemní město (1937) se celé odehrává na ruské frontě, kde v zákopech vzniklo jakési surogátní podzemní město. Kniha Vyprodáno (1939) popisuje poslední rok války, vyhladovělé zázemí a události na italské frontě. Spisovatel v cyklu zobrazuje jednotlivé společenské vrstvy, jejich pravidelné rituály a pevně dané společenské uspořádání. Tímto ustáleným životem neotřese zcela ani taková katastrofa, jakou je světová válka („...válka ... není přece jen s to, aby natrvalo změnila lidské ustrojení a lidské stavovství.“). Ke své tvůrčí metodě spisovatel uvedl: „...mne individuální psychologie neláká tak jako psychologie davu a stavu“; „...aktualita mne neláká, dokud se nestane perpetualitou.“ Dle Aleny Hájkové se spisovatel v této maloměstské kronice dokázal obejít „bez kazatelského tónu i přičinlivého komentáře“.

### Poslední díla
Román Bylo nás pět napsal Poláček krátce před odchodem do Terezína, poprvé vyšel v roce 1946. Kniha zobrazuje dění na maloměstě tentokrát očima dítěte. Jedná se o mistrovské dílo jazykové komiky. Příhody pěti chlapců jsou psány groteskní kombinací jazyka hovorového, obratů z dobrodružné četby a slohu povinných školních prací. Jak napsal Radko Pytlík, „nesourodými jazykovými rovinami, v parodii školního, vědomě strojeného vyjadřování, ukázal kouzelný dětský svět bez chtěné naivity a poučování, v přirozeném humoru klukovských her, řečí a anekdot.“
Deník, který si Poláček psal v roce 1943 před odchodem do Terezína, byl poprvé vydán v roce 1959 pod titulem Se žlutou hvězdou.

## Film

### Námět nebo spolupráce na scénáři
- Muži v offsidu (1931)
- Obrácení Ferdyše Pištory (1931) podle stejnojmenné divadelní hry Fr. Langera
- Načeradec král kibiců (1932)
- Dům na předměstí (1933)
- U nás v Kocourkově (1934)
- Včera neděle byla (1938)

### Filmové adaptace
- Hostinec „U kamenného stolu“ (1948)
- Hlavní přelíčení (TV film, 1971)
- Dohazovač (TV film, 1971)
- Michelup a motocykl (TV film, 1972)
- Uctivá poklona, pane Kohn (TV seriál, 1992)
- Z deníku žáka III.B aneb Edudant a Francimor (TV seriál, 1993)
- Michelup a motocykl (TV film, 1994)
- Bylo nás pět (TV seriál, 1994)
- Doktor Munory a jiní lidé (TV film, 1997)
- Vše pro firmu (TV film, 1998)

## Ocenění
Roku 1995 byl Poláčkovi in memoriam propůjčen Řád Tomáše Garrigua Masaryka II. třídy.

## Galerie

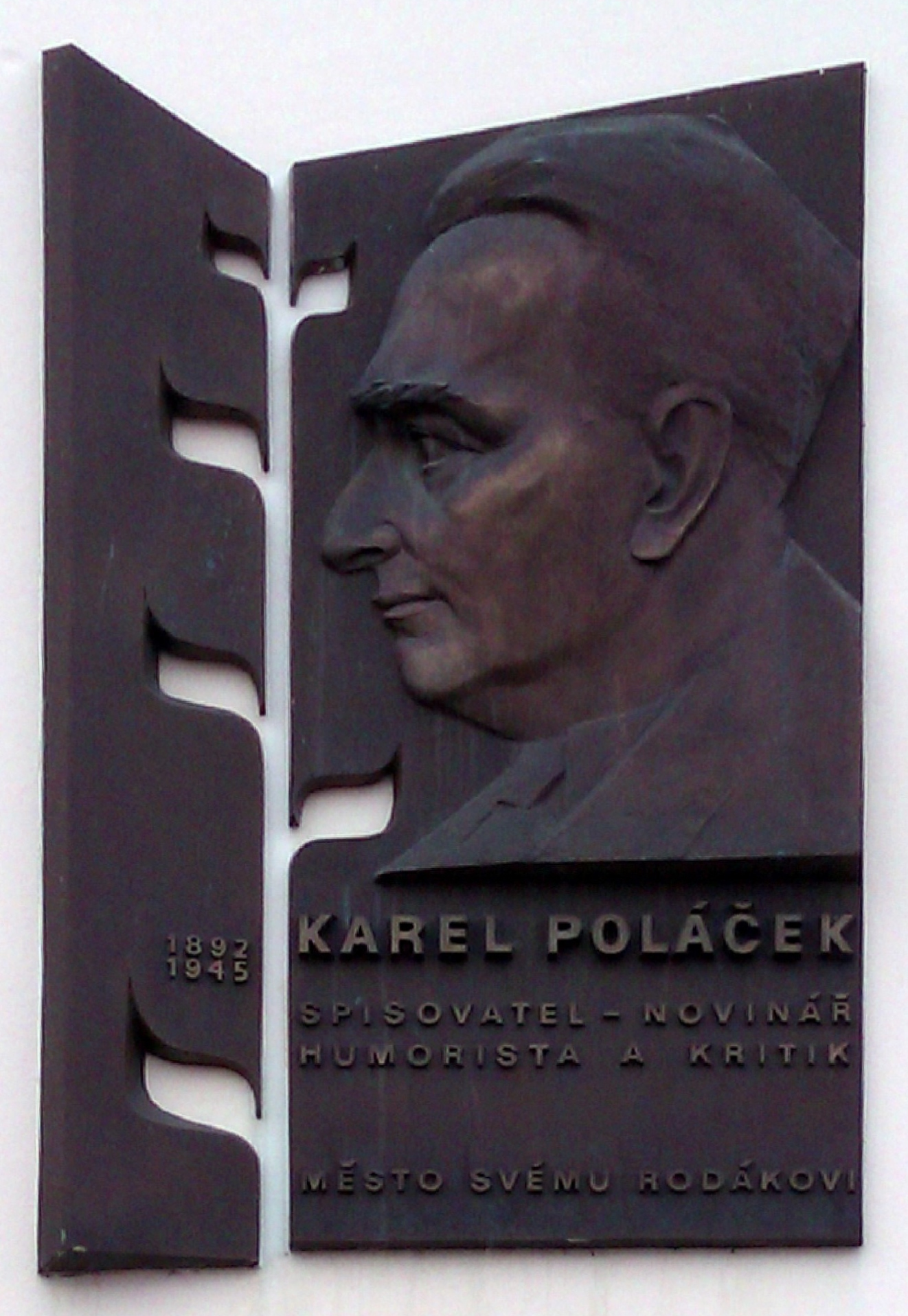
Pamětní deska Karla Poláčka v Rychnově nad Kněžnou
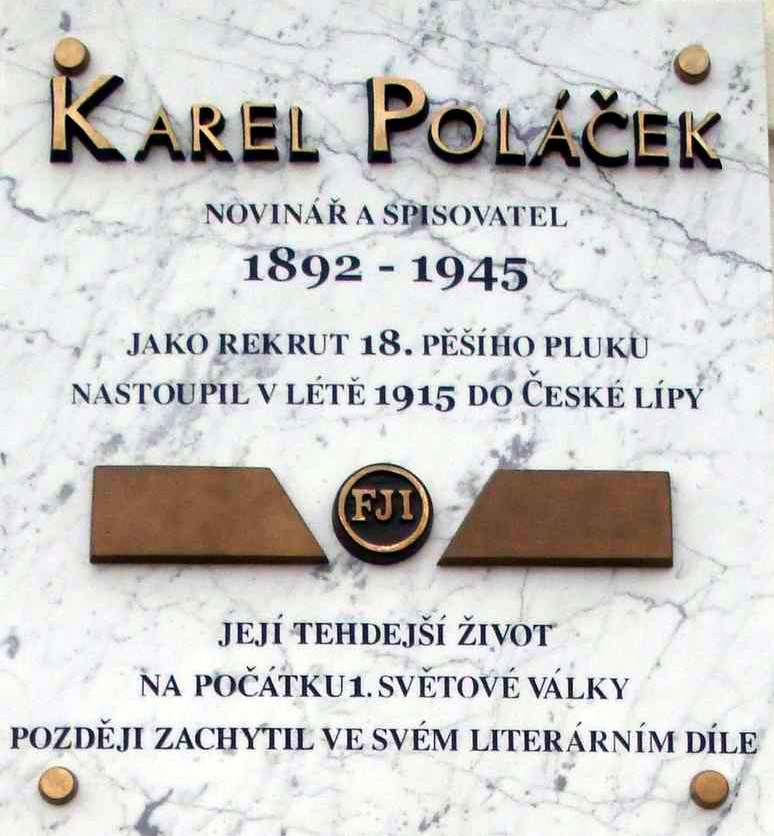
Pamětní deska Karla Poláčka na náměstí T. G. Masaryka v České Lípě
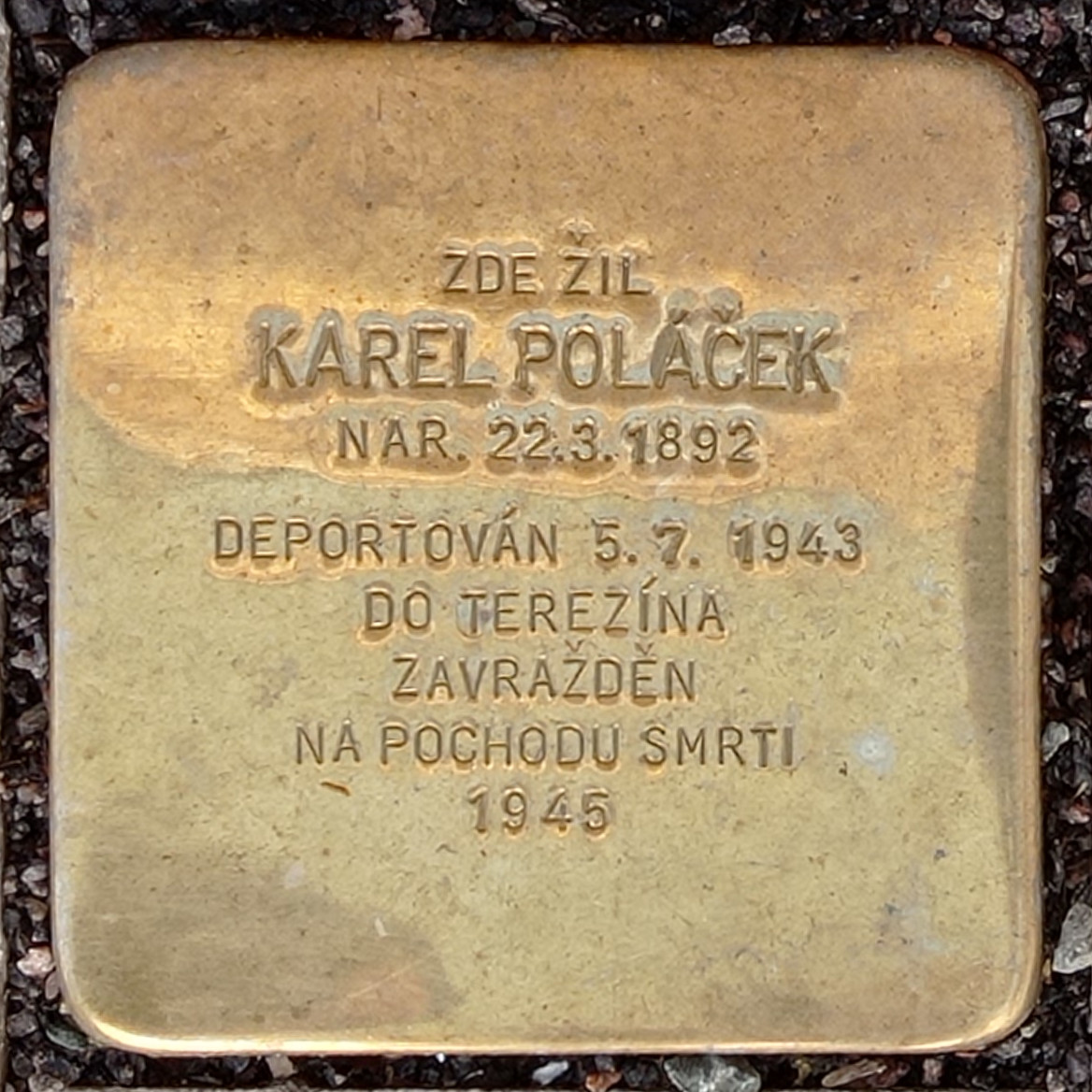
Stolperstein pro K. Poláčka v Rychnově nad Kněžnou